# كأس روسيا لكرة القدم 2018–19
كأس روسيا لكرة القدم 2018–19 (بالروسية: Кубок России по футболу 2018/2019)‏ هو الموسم 27 من كأس روسيا لكرة القدم. أقيم خلال الفترة 21 يوليو 2018 وحتى مايو 2019، وأشرف على تنظيمه اتحاد روسيا لكرة القدم، وكان عدد الأندية المشاركة فيه 92، وفاز فيه لوكوموتيف موسكو.